# Barry, el rei de la pista
Barry, el rei de la pista (danès: Disco ormene; alemany: Sunshine Barry und die Discowürmer) és una pel·lícula d'animació de 2008 dirigida per Thomas Borch Nielsen, que va escriure el guió amb Morten Dragsted. S'ha doblat al català.
En total, la producció va durar setze mesos amb un pressupost de 5 milions de dòlars. Segons Nielsen, el disseny dels personatges i el guió van trigar un any a completar-se. La pel·lícula també va tenir dificultats per trobar finançament, que inevitablement va trigar vuit mesos.
La pel·lícula es va estrenar als cinemes danesos el 10 d'octubre de 2008 i va recaptar 225.324 de dòlarsper un total d'1.936.776. A Alemanya, la pel·lícula es va estrenar el 29 d'octubre de 2009 i va recaptar 33.604 dòlars. El brut mundial del film va ser de 6.371.879 dòlars.
Pel que fa a la crítica, la pel·lícula va rebre ressenyes generalment negatives.